# Gmina Szadek
Die Gmina Szadek ['ʃadɛk] ist eine Stadt-und-Land-Gemeinde im Powiat Zduńskowolski der Woiwodschaft Łódź in Polen. Ihr Sitz ist die gleichnamige Stadt mit etwa 1900 Einwohnern.

## Geographie

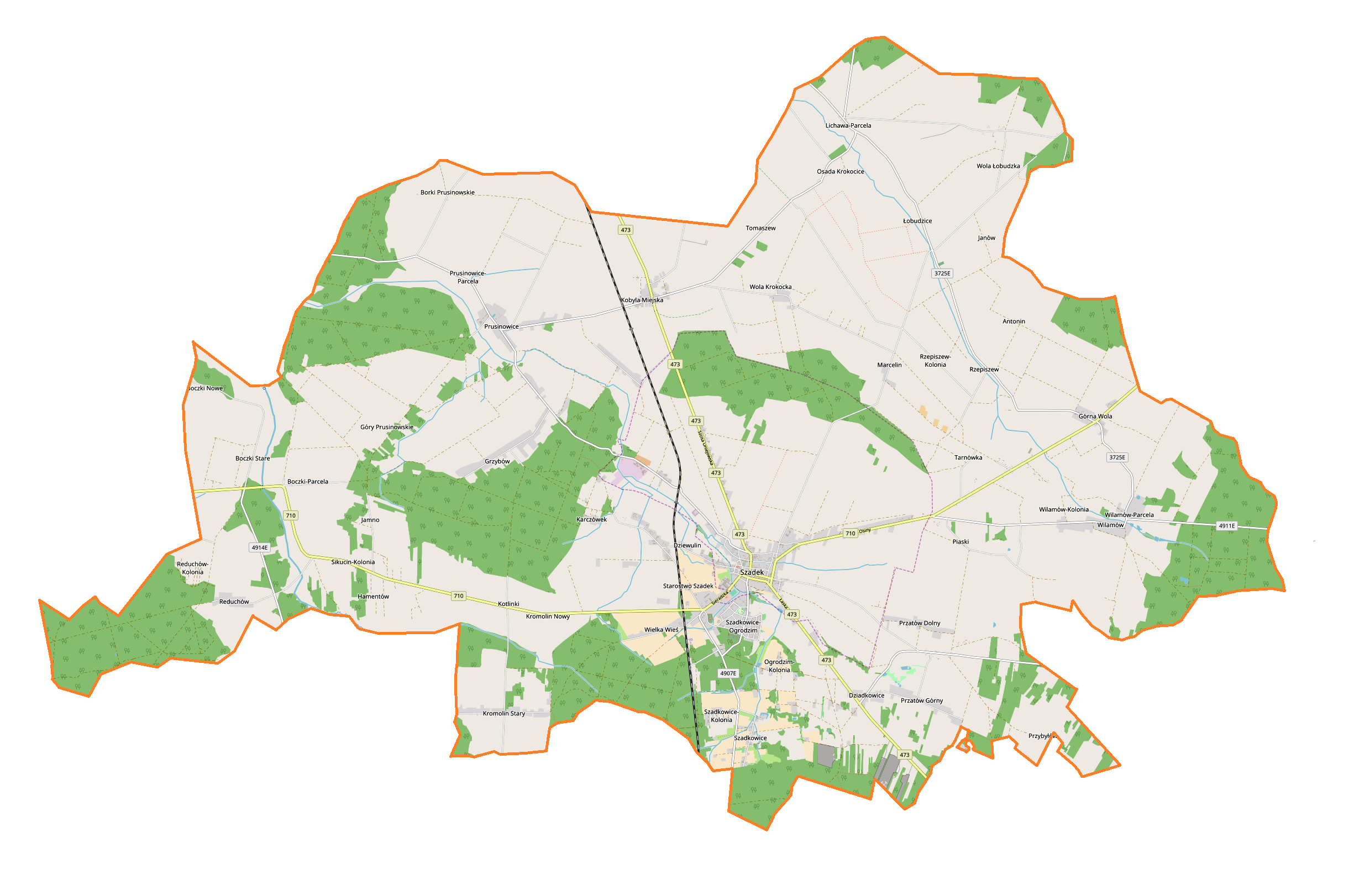
Karte der Gemeinde

Die Stadt Łódź liegt etwa 20 Kilometer östlich, die Kreisstadt Zduńska Wola sechs Kilometer südlich der Gemeinde. Nachbargemeinden sind die Landgemeinden Zadzim und Wodzierady im Norden und Osten, sowie die Stadt-und-Land-Gemeinde Łask im Südosten, Zduńska Wola im Süden und Warta im Westen.
Die Gemeinde hat eine Fläche von fast 152 km², von der 73 Prozent land- und 21 Prozent forstwirtschaftlich genutzt werden.
Zu den Gewässern gehören im Westen der Gemeinde die 28 Kilometer lange Pichna, ein Zufluss der Warthe (Warta) und ihr Zufluss Pichna Szadkowicka, die durch den Hauptort fließt.

## Geschichte

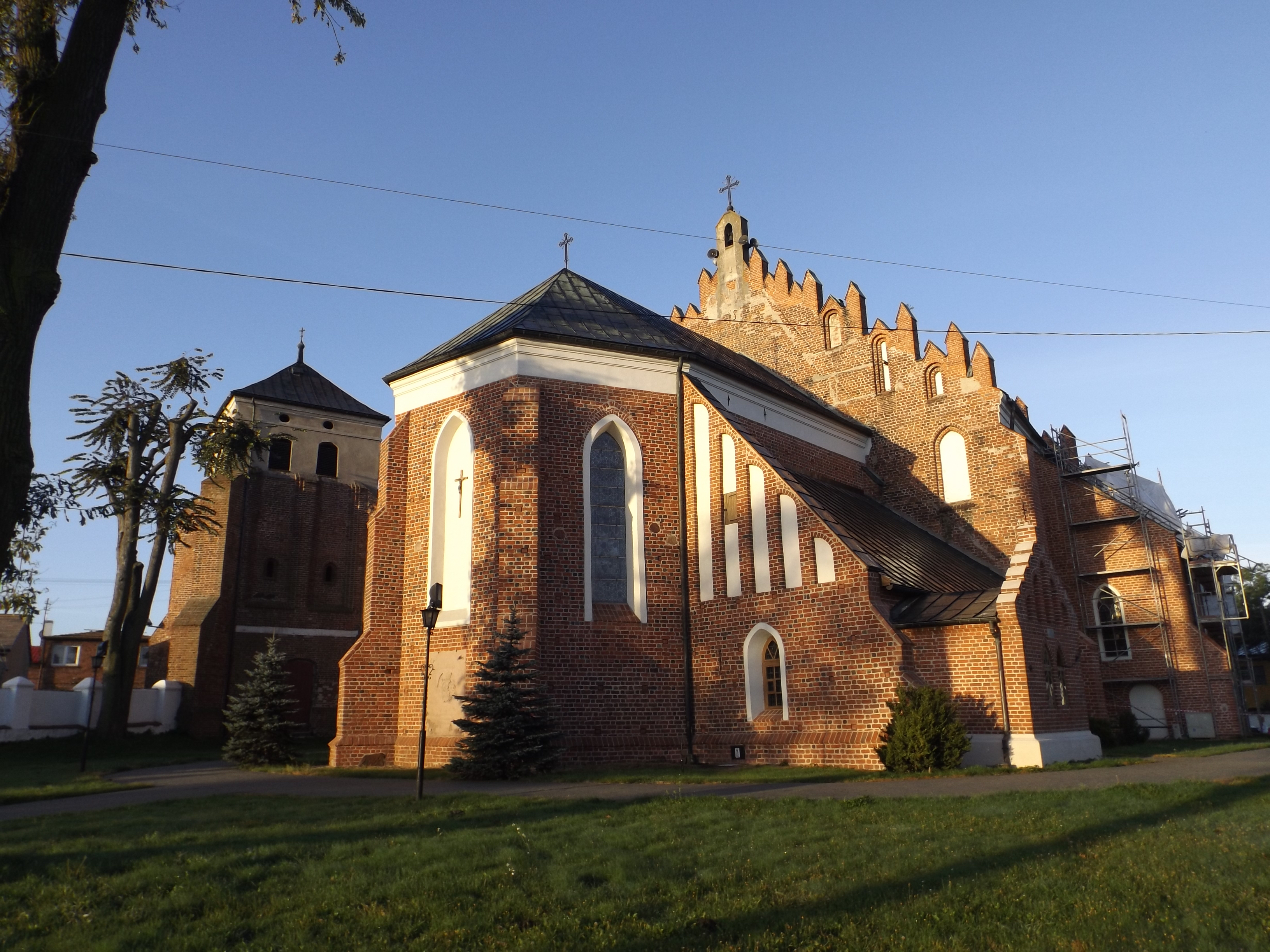
Kirche in Szadek

Eine Landgemeinde Szadek bestand seit 1870. Nachdem Szadek 1919 die 1870 aberkannten Stadtrechte zurückerhielt, bildete es eine eigene Stadtgemeinde. Die Landgemeinde wurde von 1954 bis 1972 durch Gromadas ersetzt und 1973 neu gebildet. Stadt- und Landgemeinde wurden 1990/1991 zur Stadt-und-Land-Gemeinde zusammengelegt. Die Gemeinde(n) gehörte(n) von 1975 bis 1998 zur Woiwodschaft Sieradz, die den Powiat Sieradzki ablöste. Im Januar 1979 kam die Gemeinde zur neu zugeschnittenen Woiwodschaft Łódź und zum neu gegründeten Powiat Zduńskowolski.

## Gliederung
Die Stadt-und-Land-Gemeinde Szadek gliedert sich mit ihrem Hauptort und 28 Dörfern in 29 Schulzenämter (sołectwa):
- Miasto Szadek
- Antonin
- Boczki
- Borki Prusinowskie
- Choszczewo
- Dziadkowice
- Grzybów
- Górna Wola
- Góry Prusinowskie
- Karczówek
- Kobyla Miejska
- Kotliny
- Krokocice
- Kromolin Stary
- Lichawa
- Łobudzice
- Piaski
- Prusinowice
- Przatów
- Reduchów
- Rzepiszew
- Sikucin
- Szadkowice
- Szadkowice Ogrodzim
- Tarnówka
- Wielka Wieś
- Wilamów
- Wola Krokocka
- Wola Łobudzka

Kleinere Orte und Weiler sind: Antonin, Babiniec, Brądy, Jamno, Kornaty, Kotlinki, Kromolin Nowy, Lichawa-Kolonia, Łodzia, Marcelin, Ogrodzim, Przatów Dolny, Przybyłów, Rzeszówka, Wielka Wieś-Folwark und die Waldsiedlung Prusinowice.

## Denkmalgeschützte Sehenswürdigkeiten

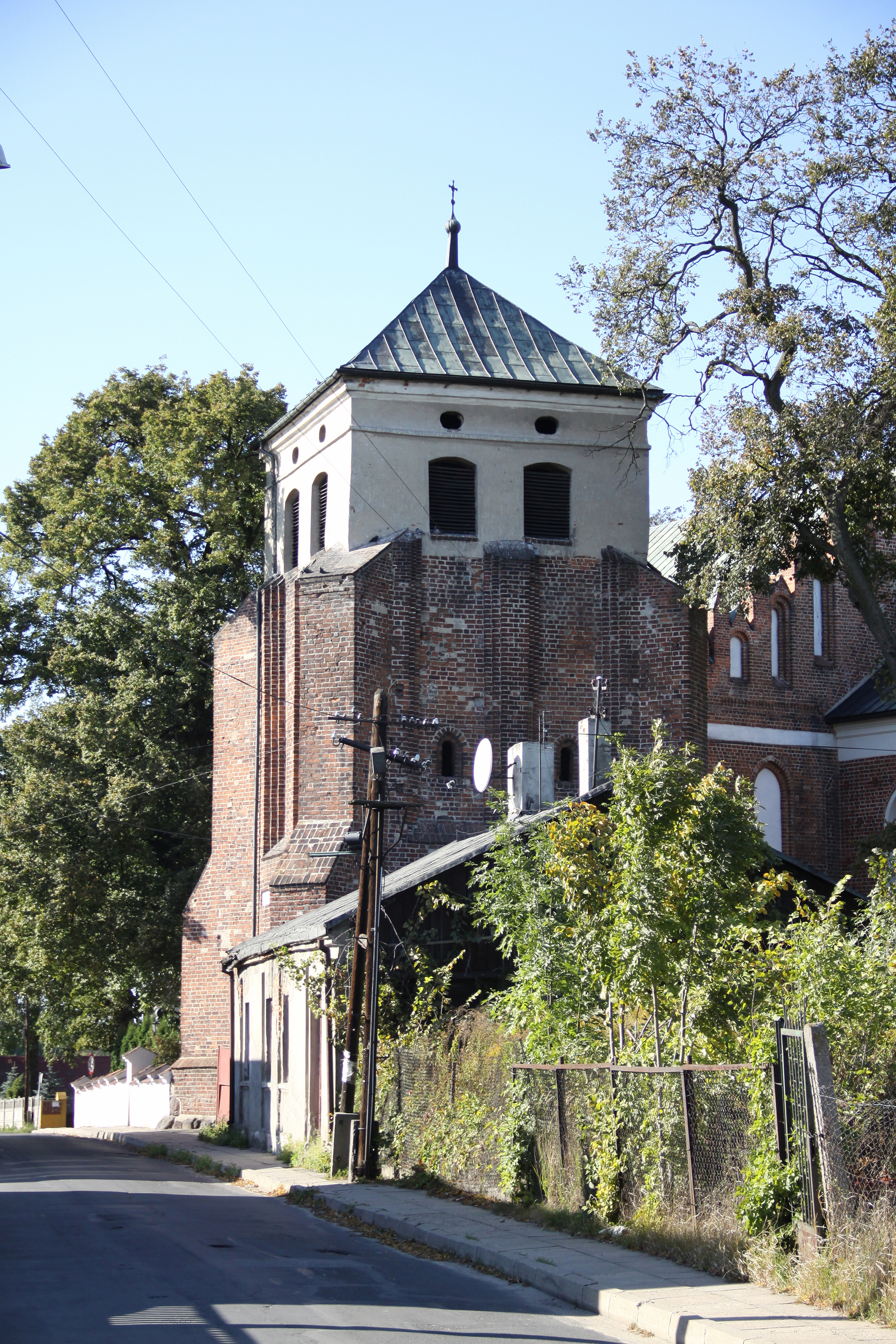
Glockenturm in Szadek

Als Kulturdenkmale sind von der Woiwodschaft Łódź erfasst:
- Park in Lichawa
- Gutsanwesen in Prusinowice mit Herrenhaus, Nebengebäude und Getreidespeicher (19. und 20. Jahrhundert)
- Park und Getreidespeicher in Przatów Górny (19. Jahrhundert)
- Gutsanwesen in Rzepiszew mit Herrenhaus (errichtet 1835–1840) und Park
- Kirche in Szadek (14.–19. Jahrhundert)
- Glockenturm in Szadek (14. Jahrhundert)
- Park in Wola Krokocka.

## Wirtschaft und Infrastruktur

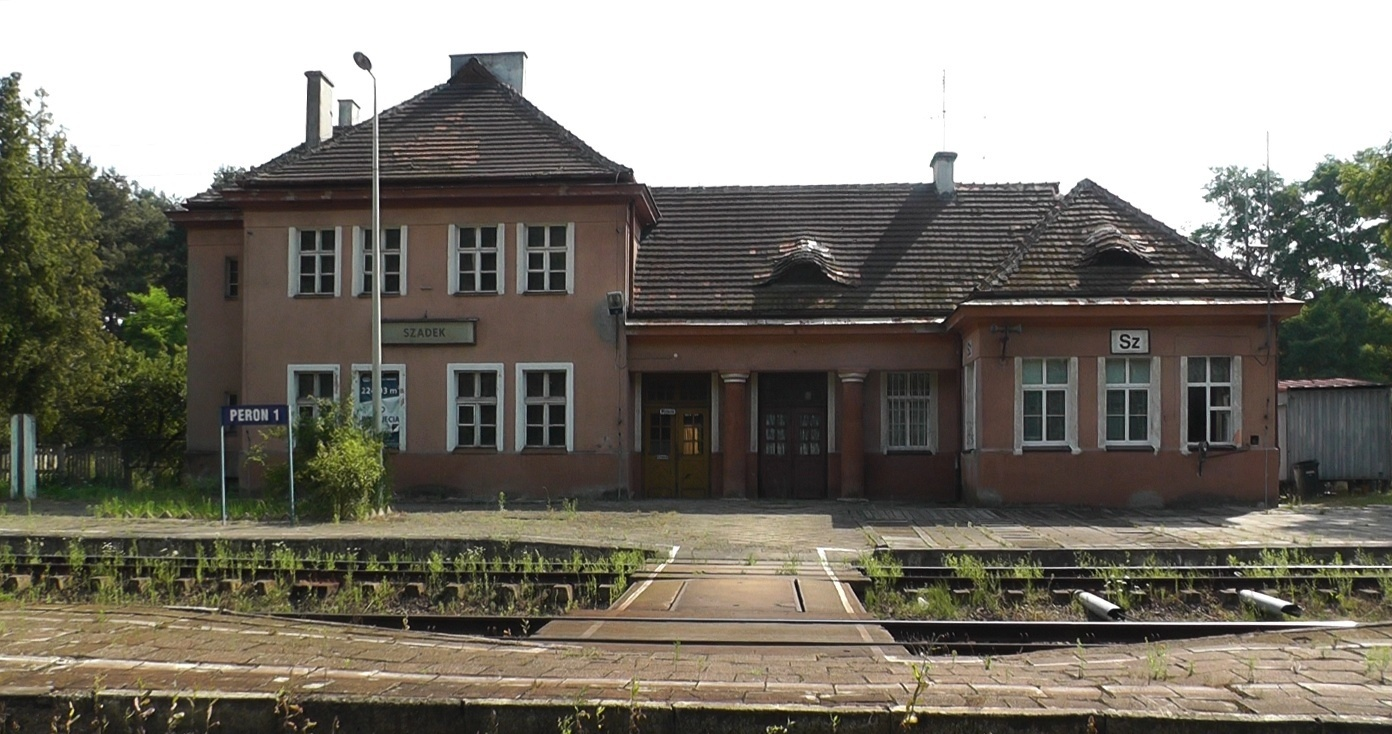
Bahnhof in Szadek

### Verkehr
Die Woiwodschaftsstraßen DW473 und DW710 durchziehen das Gemeindegebiet von Nord nach Süd und West nach Ost. Sie kreuzen sich im Hauptort. Der nächste internationale Flughafen ist Łódź.
An der Bahnstrecke Chorzów–Tczew liegt der Dienstbahnhof Szadek.

### Bildung
In Szadek, Krokocice, Prusinowice und Sikucin befindet sich jeweils eine Grundschule (szkoła podstawowa). In der Stadt befindet sich ein Kindergarten.